# السرطان (كوكبة)

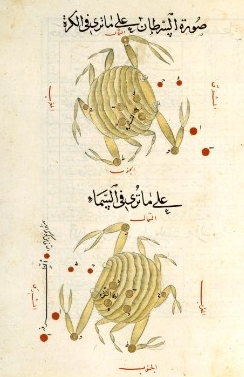
كوكبة السرطان كما تخيلها العالم الفلكي عبدالرحمن بن عمر الصوفي

كوكبة السرطان هي واحدة من الكوكبات الاثنتي عشرة من دائرة البروج. اسم البرج اللاتيني هو سرطان البحر. رمز البرج الفلكي هو . يعد السرطان كوكبة متوسطة الحجم بمساحة 506 درجة مربعة ونجومه أميل إلى أن تكون خافتة، للنجم الألمع في طرف السرطان (أو بيتا السرطان) قدر ظاهري من 3.5. تحتوي الكوكبة على نجمتين من كواكب معروفة، بما في ذلك السرطان 55 (هو نجم ثنائي شبيه بالشمس من نوع-ج يقع في كوكبة السرطان، على بعد 41 سنة ضوئية من الأرض) وهناك خمس: واحدة أرض هائلة وأربعة عمالق أو كواكب غازية، واحدة منها في النطاق الصالح للحياة وعلى هذا النحو يُتوقع أن يكون هناك درجات حرارة مماثلة للأرض. يوجد في (زاوية) المنتصف في هذا المجال من كرتنا السماوية بيهفي كلاستر (أو مسييه 44، هو تجمع نجمي مفتوح في كوكبة السرطان قريب من المجموعة الشمسية ويضم مجموعة كبيرة من النجوم)، وهو واحد من أقرب العناقيد النجمية المفتوحة على الأرض وهدف شائع للفلكيين الهواة.

## الخصائص
السرطان هو كوكبة متوسطة الحجم تحدها كوكبة التوأمان من الغرب، وكوكبة الوشق من الشمال، وكوكبة الأسد الأصغر من الشمال الشرقي، وكوكبة الأسد من الشرق، وكوكبة الشجاع من الجنوب، وكوكبة الكلب الأصغر من الجنوب الغربي. الرمز المكون من ثلاثة أحرف للكوكبة، المُعتمد من قبل الاتحاد الفلكي الدولي، هو «سي إن سي». حدد حدود الكوكبة الرسمية يوجين جوزف ديلبورت عام 1930، وعرفها بمضلع مكون من 10 جوانب. في نظام الإحداثيات الاستوائية، إحداثيات المطلع المستقيم لهذه الحدود تقع بين 07 ساعة 55 دقيقة 19,7973 ثانية و 09 ساعة 22 دقيقة 35,0364 ثانية، بينما إحداثيات الميل هي بين 33.1415138 درجة و 6.4700689 درجة. يغطي من السماء 506 درجة مربعة أو 0,921.  يحتل المرتبة 31 من الكوكبات البالغ عددها 88 من ناحية الحجم. يمكن رؤيته على خطوط عرض بين +90 درجة و -60 درجة ويمكن رؤيته بشكل أوضح في الساعة التاسعة مساءً خلال شهر مارس. حدود السرطان هي الكوكبات المشرقة للأسد والتوأمان والكلب الأصغر تحت سماء المدينة. لا يمكن رؤية السرطان بالعين المجردة.

## الأسماء
يضع ريتشارد ألين في كتابه، أسماء النجوم ومعانيها، أسماء الكوكبة كالتالي: في اليونان القديمة أطلق أراطوس على السرطان اسم (كاركينوس)، كما تبعه أبرخش وبطليموس. أطلقت عليه جداول ألفونسين اسم كارسينوس، وهو اسم لاتيني مشتق من الكلمة اليونانية. نشر إراتوستينس هذا (كاركينوس، أونوى، كاي فاتن): السرطان، والقدَّر، والمهد. في روما القديمة، أطلق ماركوس مانيليوس وأوفيد على الكوكبة اسم ليتوريوس (ساكن الشواطئ). يظهر استاكوس وكاماروس في أعمال العديد من الكتّاب الكلاسيكيين، في حين يُطلق عليه نيبا في عمل شيشرون دي فينيبوس، وأعمال كولوميلا، وبلاوتوس، وفارو. تدل جميع هذه الكلمات على سرطان البحر، أو الكركند، أو العقرب.
قال أثانيسيوس كيرتشر أنه في مصر القبطية كان يُطلق عليه اسم (كلاريا)، أي قوة الظلام. عرّف جيروم لالاند هذا بأنوبيس، واحدة من الآلهة المصرية المرتبطة عادة مع الشعرى اليمانية.
تشارك اللغة الهندية السنسكريتية في سلف مشترك مع اليونانية، والاسم السنسكريتي للسرطان هو كاركا وكاركاتا. في اللغة التيلوغوية هو «كاركاتاكام»، في اللغة الكنادية «كاركاتاكا» أو «كاتاكا»، في اللغة التاميلية كاركاتان، وفي اللغة السنهالية كاغتاكا. عرف الهندوس في وقت لاحق أنه كوليرا، من اليونانية كولوروس، واشتُق هذا المصطلح من برقلس.

## وصلات داخلیة
- برج السرطان
- قائمة النجوم في كوكبة السرطان
- الزبانى